# Baltar
Baltar è un comune spagnolo di 1 233 abitanti situato nella comunità autonoma della Galizia.

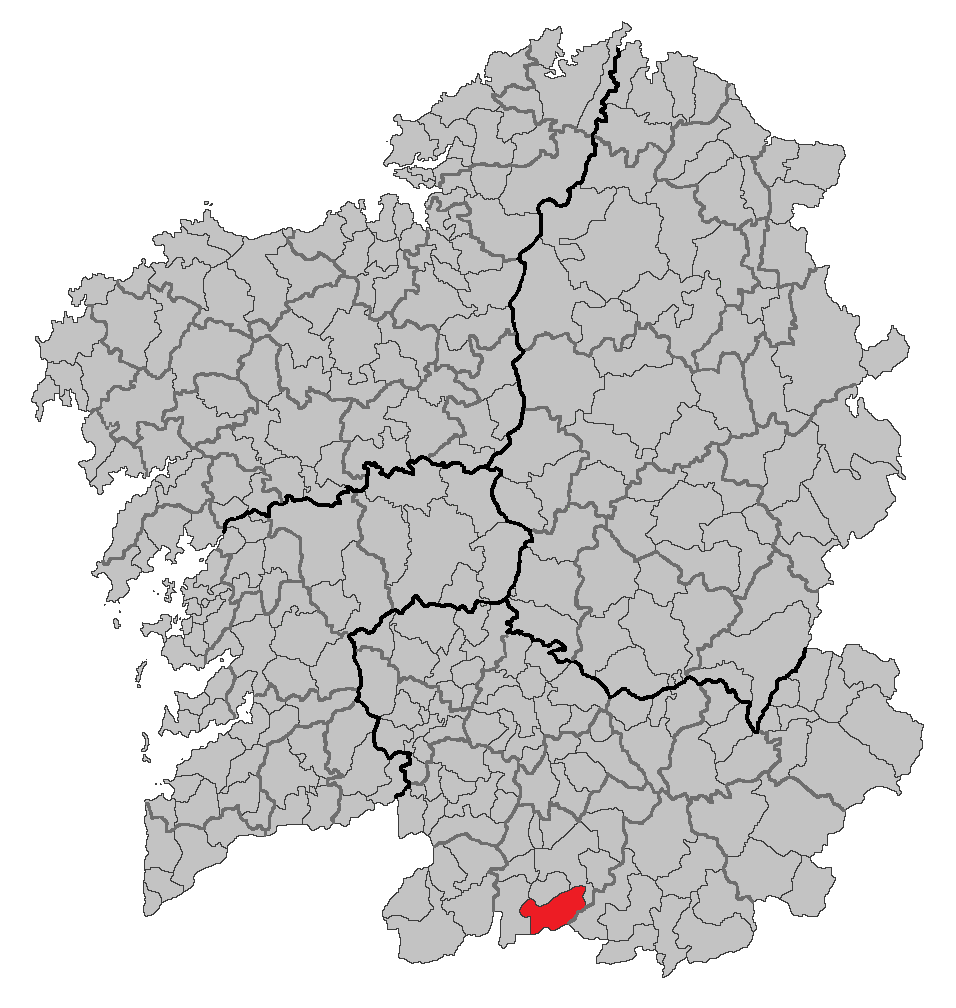
Posizione geografica di Baltar, situato nella provincia di Ourense, nella Galizia